# Xgħajra
Xgħajra é um povoado da ilha de Malta em Malta.